# Opius aethiops
Opius aethiops är en stekelart som beskrevs av Alexander Henry Haliday 1837. Opius aethiops ingår i släktet Opius och familjen bracksteklar. Arten är reproducerande i Sverige. Inga underarter finns listade i Catalogue of Life.